# 90525 Karijanberg
90525 Karijanberg este un asteroid din centura principală de asteroizi.

## Descriere
90525 Karijanberg este un asteroid din centura principală de asteroizi. A fost descoperit pe 17 martie 2004 la Wrightwood de James Whitney Young. Asteroidul prezintă o orbită caracterizată de o semiaxă mare de 2,31 ua, o excentricitate de 0,01 și o înclinație de 1,8° în raport cu ecliptica.